# Paganizer
Paganizer ist eine schwedische Death-Metal-Band aus Gamleby.

## Geschichte
Die Gruppe wurde 1998 u. a. von Roger „Rogga“ Johansson gegründet, der seither auch das einzige durchgängig aktive Bandmitglied ist. Bereits ein Jahr später erschien das Debütalbum Deadbanger. Inklusive Wiederveröffentlichungen erschienen die Werke u. a. bei den Musiklabels Cyclone Empire, Imperium Productions, Iron, Blood & Death Corporation, Vic Records und Xtreem Music.
Im Jahr 2009 trat die Gruppe auf dem Party.San Metal Open Air auf.

## Stil
In einer Besprechung zum Album The Tower of the Morbid aus dem Jahr 2019 beschrieb Christian Popp von Metal.de die Musik als „schweren und geradlinigen Death Metal, der jedoch immer wieder von feinen Harmonien und Melodien aufgelockert“ werde.

## Diskografie
- 1999: Deadbanger (Psychic Scream Entertainment, Ablaze Productions)
- 2001: Promoting Total Death (Forever Underground, Vic Records, Soulseller Records)
- 2002: Dead Unburied (Forever Underground, Cianeto Discos)
- 2003: Murder Death Kill (Xtreem Music)
- 2004: No Divine Rapture (Xtreem Music)
- 2008: Carnage Junkie (Vic Records, Iron, Blood & Death Corporation)
- 2009: Scandinavian Warmachine (Cyclone Empire)
- 2011: Into the Catacombs (Cyclone Empire, Rapture Records)
- 2013: World Lobotomy (Cyclone Empire, Rapture Records)
- 2017: Land of Weeping Souls (Transcending Obscurity Records)
- 2019: The Tower of the Morbid (Transcending Obscurity Records)
- 2020: Bombs Valencia ~ Live in Spain 2006 ~ (Livealbum, Art of Stench Records)
- 2020: Death Through the Copperfields (Metal Bastard Enterprises)
- 2021: Massdeath Maniac (Deathcult Records)
- 2025: Living Filth (Virgin Records)